# 及川ヒロオ
及川 ヒロオ（おいかわ ヒロオ、旧芸名・及川 広夫、及川 ヒロヲ、1935年〈昭和10年〉8月28日 - 1995年〈平成7年〉9月25日）は、日本の男性俳優、声優。北海道美唄市出身。プロダクションエム・スリーに所属していた。

## 来歴
北海道美唄東高等学校（現・北海道美唄高等学校）卒業。
高校卒業後、美唄市劇団「青い実の会」を経て、NHK札幌放送劇団入団。同劇団の研究生時代には札幌市電の車掌のアルバイトをしていたことがあった。その後23歳の時に上京。東京放送劇団を経て、プロダクションエム・スリーに所属していた。
1995年9月25日、死去。60歳没。奇しくも『イタダキマン』で共演した富山敬と同じ日に亡くなった。

## 人物
声種はバリトン。特技は東北弁、歌。

## 出演

### テレビドラマ
- 七つの顔の男（1967年、NET）
- 光速エスパー（1967年 - 1968年、NTV / 宣弘社） - ギロン星人の声
- 忍者ハットリくん+忍者怪獣ジッポウ 第24話「見ザル聞カザル云ワザルでござる」（1968年、NET / 東映） - 犬捕り
- 鞍馬天狗（1969年 - 1970年、NHK）
- 高原へいらっしゃい（1976年、TBS） - 私立塾経営者
- 気まぐれ天使 第35話「夕空はれて」（1977年、NTV / ユニオン映画） - 編集者・川上
- 男たちの旅路 第3部 第3話「別離」（1977年、NHK）
- 日本巌窟王（1979年、NHK水曜時代劇） - 肥前屋の番頭
- 翔んだカップル（1980年、CX）
- 天皇の料理番（1980年、TBS） - 田代
- ポーラテレビ小説「元気です!」（1980年 - 1981年、TBS） - 平井藤吉
- 噂の刑事トミーとマツ（TBS / 大映テレビ）
  - 第1シリーズ
    - 第31話「トミマツまっ青、女の激突」（1980年） - 木島
    - 第55話「トミマツ卒倒! 真冬に出たぞ女幽霊」（1981年） - 被害者の労務者

  - 第2シリーズ（1982年）
    - 第1話「絶望! やっぱり駄目だこのコンビ」 - 本田安吉
    - 第11話「強烈! 香港カラテ対トミー空手」 - 梅本
    - 第30話「トミマツ生き埋め、トミコが出ない!」 - 久保（サラ金社長）
    - 第38話「マツが妊娠? 課長突然の恐怖」 - 橋の下の住人
- 秘密のデカちゃん 第21話「ナヌ! 夫婦でダブル見合いだと?!」（1981年、TBS / 大映テレビ） - 田所（故売屋）
- ウルトラマン80 第40話「山からすもう小僧がやって来た」（1981年、TBS / 円谷プロ） - ジン
- 新・事件 わが歌は花いちもんめ（1981年、NHK）
- 刑事ヨロシク（1982年5月16日〜8月22日、TBS） - 原恭平
- 陽あたり良好! 第17話「キッスは歯にして!」（1982年、NTV）
- 立花登・青春手控え 第22話「めざめ」（1982年、NHK）
- 銀河テレビ小説（NHK）
  - つかこうへいのかけおち'83（1983年） - ヤスオの父
- パパになりたかった犬（1984年1月9日〜3月26日、NTV）
- 昨日、悲別で 第11回マンション管理人役 (1984年、NTV)
- 不良少女とよばれて（1984年、TBS） - ホームレス
- スクール☆ウォーズ 第23話「下町のヒーロー」（1985年、TBS / 大映テレビ） - 板倉組組員
- 太陽にほえろ!（NTV / 東宝）
  - 第599話「殺人犯ラガー」（1984年） - 八百屋店主
  - 第617話「ゴリさん、見ていてください」（1984年） - 無銭飲食の男
  - 第669話「刑事にだって秘密はある!」（1985年） - 源田義夫
  - 第713話「エスパー少女・愛」（1986年） - 洋品店店主
  - 太陽にほえろ! PART2 第7話「逃げる」（1987年） - ダンプカー運転手
- 花へんろ 風の昭和日記（1985年 - 1988年、NHK）
- 刑事物語'85 第5話「OLに何が起きたのか?」（1985年、NTV / ユニオン映画）
- 東映不思議コメディーシリーズ（CX / 東映）
  - 勝手に!カミタマン（1985年 - 1986年）
    - 第17話「爆笑！海賊おじさん」 - 海賊おじさん
    - 第22話「佃煮博士のモスガ退治」 - 佃煮博士
    - 第26話「佃煮博士の秘密指令」 - 佃煮博士
    - 第31話「ほえろ恐怖の佃煮爆弾」 - 佃煮博士
    - 第36話「ザンゲ!気まぐれ神様」 - 佃煮博士
    - 第42話「新兵器!同情スプレー」 - 佃煮博士
    - 第48話「これが噂の佃煮マン!」 - 佃煮博士 / 佃煮マン

  - もりもりぼっくん（1986年）
    - 第27話「サムシングついに登場!」 - サムシングの声
    - 第28話「サムシングの涙を奪え!」 - サムシングの声
    - 第30話「サムシングの露天風呂」〜第34話「サムシングの風立ちぬ」 - サムシングの声
    - 第36話「ターザンはひとりぼっち」 - ターザン
    - 第37話「サムシングは泣かない」 - サムシングの声
    - 第39話「愛の涙は永遠に!」 - サムシングの声

  - 魔法少女ちゅうかなぱいぱい!（1989年） - 竜神会組長ヒロオ
    - 第6話「空地を取り戻せ!」
    - 第16話「哀しきミュージカル」
    - 第24話「忘れられたかくれんぼ」

  - 美少女仮面ポワトリン（1990年）
    - 第28話「アポロンの戦士の恋人」 - 男
    - 第32話「夏休みの宿題強盗・勉強くん」 - 宿題強盗勉強君：緋牡丹組の組長

  - うたう!大龍宮城 第15話「クラゲ」（1992年） - デンキクラゲ / 感電男
- 特捜最前線 第477話「浅草偽装心中・姉を殺した女スリ!?」（1986年、ANB / 東映）
- スケバン刑事II 少女鉄仮面伝説 第39話「天と地が鳴り合う時 鉄仮面が動き出す」（1986年、CX）
- ライスカレー（1986年、CX）
- 月曜ドラマランド（CX）
  - もーれつア太郎（1985年）
  - ひみつのアッコちゃん 伊豆の踊子物語（1987年）
- ジャングル 第25話「若い野獣たち」（1987年、NTV / 東宝）
- 連続テレビ小説 チョッちゃん 第81話（1987年、NHK総合）- 結婚相談所員
- 武田信玄（1988年、NHK）
- NEWジャングル「瀬戸大橋・忍ぶ愛」（1988年、NTV） - 泥酔男
- 火曜サスペンス劇場（NTV）
  - 「ラーメン横町・女たちの危険な午後」（1988年、PDS）
  - 「救急指定病院」（1992年、NTV）
  - 「取調室」シリーズ（1994年 - 1995年） - 衣川刑事（初代）
- 空と海をこえて（1989年、TBS） - 東北新幹線の車掌
- いつか誰かと（1990年、TBS）
- お江戸捕物日記 照姫七変化 第3話「大奥炎上騒動!」（1990年、CX / 東映）
- 世にも奇妙な物語　『だれかに似た人』（1990年、CX）
- さすらい刑事旅情編III 第17話「冬の能登半島・時効を待つ二人の女」（1991年、ANB）
- 天までとどけ（1）（1991年、TBS）
- しゃぼん玉（1991年、CX）
- 君の名は（1991年 - 1992年、NHK）
- ホームワーク（1992年、TBS）
- 土曜ワイド劇場　家政婦は見た!「ふるさと創生資金1億円で色と欲の温泉ブーム 町長一族の乱れた秘密」（1993年）
- 横浜心中（1994年、NTV）
- 君といた夏（1994年、CX）
- 毎度ゴメンなさぁい（1994年、TBS）

### 映画
- 紅い眼鏡/The Red Spectacles（1987年） - ホテルのフロント
- トーキング・ヘッド（1992年、バンダイ） - 森田
- みんな〜やってるか!（1995年、日本ヘラルド映画）

### テレビアニメ
1968年
- 怪物くん（マンモラス）

1969年
- ウメ星デンカ
- 巨人の星
- 紅三四郎（ジャック）
- ハクション大魔王（漫才師、タゴ作、ヤセ馬）

1970年
- いなかっぺ大将（警部、打者）
- 昆虫物語 みなしごハッチ（保安官、長老）

1971年
- 珍豪ムチャ兵衛

1972年
- 科学忍者隊ガッチャマン（長老、ミラー老人）
- 樫の木モック（リス）

1973年
- ど根性ガエル

1975年
- フランダースの犬（ジェハン・ダース）

1977年
- 一発貫太くん（岡良吉）

1978年
- ルパン三世 (TV第2シリーズ)（1978年 - 1980年）

1979年
- 科学忍者隊ガッチャマンF（鴨技師長）
- 新・巨人の星II

1981年
- あしたのジョー2
- 新・ど根性ガエル
- フーセンのドラ太郎（駐在）

1982年
- ゲームセンターあらし（大貫）

1983年
- イタダキマン（オチャカ校長）

1984年
- よろしくメカドック（月成信吉）

### 劇場アニメ
- 王立宇宙軍 オネアミスの翼（1987年、デクロ）

### OVA
- 小助さま力丸さま -コンペイ島の竜-（1988年、三平じいさん[13]）

### 吹き替え

#### 映画
- アドベンチャー・アーク/アポロンの秘宝（ビートル〈ルチアーノ・ピゴッツィ〉）
- オール・ザット・ジャズ（タイガー）
- 風と共に去りぬ（ピーターおじさん）※日本テレビ旧録版
- カリフォルニア・ドリーミング（ルーベン）
- キャノンボール2（シーク王子）
- キング・オブ・デストロイヤー/コナンPART2（アキロ〈マコ岩松〉）※テレビ朝日版
- クリッター2（クイグレー）
- ケオマ・ザ・リベンジャー（ジョージ〈ウディ・ストロード〉）
- ゴールデン・チャイルド（大僧正〈ヴィクター・ウォン〉）※フジテレビ版
- 荒野の七人・真昼の決闘（ペペ・カラル〈ペドロ・アルメンダリス・Jr〉）
- コナン・ザ・グレート（魔法使い〈マコ岩松〉）※テレビ朝日版
- 最後のインディアン（ロボ・ジャクソン）
- スネーキーモンキー 蛇拳（リー師範〈ディーン・セキ〉）
- ターミネーター（ガソリンスタンド店主）※テレビ朝日版
- 血のエクソシズム/ドラキュラの復活（クローヴ〈パトリック・トラウトン〉）
- 超高層プロフェッショナル（ケリン〈R・G・アームストロング〉）
- ドラゴン特攻隊（チョビヒゲ[14]）※日本テレビ版
- トワイライトゾーン/超次元の体験（ブルーム〈スキャットマン・クローザース〉）
- ニンジャ（ミヤシマ〈ジェームズ・ホン〉）
- プロジェクトA（チー総監〈クワン・ホイサン〉）※テレビ朝日版
- ベスト・キッド2（ミヤギ〈パット・モリタ〉）※ソフト版
- Mr.Boo!ミスター・ブー（警部〈リチャード・ン〉）
- 野獣捜査線（スパイダー）
- ヤング・シャーロック/ピラミッドの謎（イーサン・エンゲル）※フジテレビ版

#### ドラマ
- アウター・リミッツ（ラルフ）
- アボンリーへの道（エイブ〈ドン・フランクス〉）[注釈 1]
- アメリカン・ヒーロー
- アルフ（スキップ）
- 頑固じいさん孫3人（ジョー・カプラン）
- 刑事スタスキー&ハッチ シーズン1 #22（モンティ・ヴォーヒーズ）
- シャーロック・ホームズの冒険 マスグレーブ家の儀式書（フェレデー警部）
- 地上最強の美女たち!チャーリーズ・エンジェル シーズン3 #1（ジップ・ベイカー〈スキャットマン・クローザース〉）、#8（ロン・タスカー）
- ミスター・ベンソン シーズン1 #2・13（ラウル）
- ミス・マープル カリブ海の秘密（パルグレイヴ少佐）
- モンスターズ シーズン1 #3（ホーマー・ジマーマン医師）

#### アニメ
- テイルスピン（ルーイ〈初代〉）
- わんぱくダック夢冒険スペシャル「伝説の黄金」（エル・キャピタン）※テレビ東京版、バンダイ版
- リトルフットの大冒険 〜謎の恐竜大陸〜（ナレーター）※劇場公開版

#### 人形劇
- サンダーバード 劇場版（アロイシャス・パーカー）※ビデオ版
  - サンダーバード6号（アロイシャス・パーカー）※ビデオ版
- 地球防衛軍テラホークス（ヤングスター）

### ラジオドラマ
- 君の名は

### テレビ番組
- 世界とんでも!?ヒストリー（リポーター）
- 世界まるごとHOWマッチ（声の出演）
- 加トちゃんケンちゃんごきげんテレビ（「THE DETECTIVE STORY」準レギュラー）
- あいうえお（NHK教育テレビ）

### 人形劇
- 空中都市008（ゴリラのズボ、泥棒No.3）

### CM
- ジョンソン カーワックス（1992年）

### その他コンテンツ
- DiGi mation 4 天外魔境 電々の伝 電脳電撃カブキ伝（ボンバー）
- DiGi mation 5 新桃太郎伝説 七夕の村は激戦区（大工のトメさん）